# Telmo Fernández Castro
 (mai 2023).
Si vous disposez d'ouvrages ou d'articles de référence ou si vous connaissez des sites web de qualité traitant du thème abordé ici, merci de compléter l'article en donnant les références utiles à sa vérifiabilité et en les liant à la section « Notes et références ».
Pour les articles homonymes, voir Castro.
Telmo Fernández Castro, né en 1960 à Ponferrada, dans la province de León, en Espagne, est un astrophysicien espagnol qui travaille sur la symbiotique des étoiles binaires. 

## Biographie
Il a fait des études d'astrophysique à l'Université Complutense de Madrid. Depuis 1980, il travaille au Planétarium de Madrid. Il est l'auteur de l'Historias del Universo (Espasa-Calpe, 1997). En octobre 2007 il a édité son troisième livre El Desafío del Universo, avec le Dr. Benjamin Montesinos. Dans les années 1980 et au début des années 1990, il jouait dans l'équipe nationale espagnole de rugby.